# Claopodium prionophyllum
Claopodium prionophyllum är en bladmossart som beskrevs av Brotherus 1908. Claopodium prionophyllum ingår i släktet Claopodium och familjen Thuidiaceae. Inga underarter finns listade i Catalogue of Life.